# Ruslans Sorokins
Ruslans Sorokins (Riga, 11 marzo 1982) è un giocatore di beach volley lettone.

## Biografia
Ha debuttato nel circuito professionistico internazionale il 18 giugno 2003 a Gstaad, in Svizzera, in coppia con Andris Krumins piazzandosi in 33ª posizione. Il 16 agosto 2009 ha ottenuto il suo primo podio in una tappa del World tour a Kristiansand, in Norvegia, giungendo 2º insieme a Aleksandrs Samoilovs.
Ha preso parte all'edizione dei Giochi olimpici a Londra 2012 con Aleksandrs Samoilovs, classificandosi al nono posto.
Ha partecipato altresì a tre edizioni dei campionati mondiali, ottenendo come miglior risultato il nono posto a Stavanger 2009 con Aleksandrs Samoilovs.

## Palmarès

### World tour
- 1 podio: 1 secondo posto

#### World tour - trofei individuali
- 1 volta miglior esordiente: nel 2009